# Miss America 1927
Miss America 1927, il settimo concorso di Miss America, si tenne al Million Dollar Pier nella città di Atlantic City, nel New Jersey, venerdì 9 settembre 1927. La vincitrice è stata la sedicenne Lois Delander che ha gareggiato come Miss Illinois. Ha vinto il titolo di Miss America nel ventesimo anniversario di matrimonio dei suoi genitori.
Questo fu l'ultimo concorso che si tenne negli anni 1920, la successiva edizione di Miss America si tenne infatti nel 1933.

## Risultati

### posizionamenti
| Risultati finali  | Concorrente |
| ----------------- | --- |
| Miss America 1927 | - Illinois - Lois Delander |
| 1 ° classificata  | - Dallas - Mozelle Ransome |
| Top 5             | - Filadelfia - Kathleen Coyle - Tulsa - Virginia Howard - Hammond - Anne Howe |
| Top 15            | - Battlecreek - Charlotte Jane Lowe - Boston - Ethel Beatrice La Peirce - California - Bertha Wiezel - Charleston - Claudia Harvin - Huntington - Lillian Ward - New York City - Frieda Louise Mierse - Newark - Carolyn Pierson - Oakland - Ruby Smith - Pittsfield - Martha E. Hick - Rochester - Dorothea Ditmer |

### Altri premi
| Premi                                        | Concorrente                            |
| -------------------------------------------- | -------------------------------------- |
| Vincitore della parata della sedia a rotelle | - New York City - Freida Louise Mierse |